# Chantel O'Brian
Chantel O'Brian (sinh ngày 5 tháng 1 năm 1994) là một người mẫu và cuộc thi sắc đẹp Bahamas đã đăng quang Hoa hậu Hoàn vũ Bahamas 2021. Trước đó, cô từng đăng quang Hoa hậu Thế giới Bahamas năm 2015.

## Tiểu sử
O'Brian sinh ngày 5 tháng 1 năm 1994 và lớn lên ở Nassau, Bahamas. Vào tháng 11 năm 2019, cô tốt nghiệp Đại học Edinburgh Napier, nơi cô lấy bằng cử nhân về doanh nghiệp kinh doanh. Vào tháng 2 năm 2018, cô thành lập P.S. Công ty tư vấn O'Brian. Có trụ sở tại Nassau, công ty cung cấp một số dịch vụ bao gồm huấn luyện kinh doanh xã hội, huấn luyện nghi thức, đào tạo cuộc thi và quản lý mạng xã hội.

## Các cuộc thi sắc đẹp

### Hoa hậu Hoàn vũ Bahamas 2013
Cô tham gia cuộc thi Hoa hậu Hoàn vũ Bahamas 2013 với ngôi vị Á hậu 1 và người chiến thắng chung cuộc thua Lexi Wilson.

### Hoa hậu Thế giới Bahamas 2014
Vào ngày 3 tháng 8 năm 2014, cô tham gia cuộc thi Hoa hậu Thế giới Bahamas 2014 và giành ngôi vị Á hậu 2 và thua người chiến thắng chung cuộc là Rosetta Cartwright.

### Hoa hậu Thế giới Bahamas 2015
Ngày 14 tháng 9 năm 2015, cô đăng quang Hoa hậu Thế giới Bahamas 2015. Vào cuối sự kiện, cô đã loại Rosetta Cartwright thành công.

### Hoa hậu Thế giới 2015
Vào ngày 19 tháng 12 năm 2015, cô đại diện cho Bahamas tại Hoa hậu Thế giới 2015 và cạnh tranh với 117 thí sinh khác ở Tam Á, Trung Quốc. Cô không lọt vào bán kết.

### Hoa hậu Hoàn vũ Bahamas 2021
Vào ngày 3 tháng 10 năm 2021, Đại diện New Providence tại Hoa hậu Hoàn vũ Bahamas 2021 cùng cạnh tranh với ba thí sinh khác tại chung kết diễn ra ở Grand Salon-Rosewood, Bahamas. Giành chiến thắng và đăng quang Hoa hậu Hoàn vũ Bahamas 2021, người đứng đầu là Shauntae-Ashleigh Miller.

### Hoa hậu Hoàn vũ 2021
O'Brian đại diện Bahamas tham dự cuộc thi Hoa hậu Hoàn vũ 2021 ở Eilat, Israel. Cô đạt Top 10 chung cuộc, cô là người phụ nữ Bahamas đầu tiên lọt vào Top của cuộc thi Hoa hậu Hoàn vũ sau 63 năm Bahamas tham dự.